# OTO (słoweński kanał telewizyjny)
OTO – słoweński kanał telewizyjny skierowany do dzieci, należący do przedsiębiorstwa Pro Plus. Jest pierwszą w kraju tego rodzaju stacją emitująca całą treść w języku słoweńskim. Został uruchomiony w 2013 roku.